# Orquesta Filarmónica de Bruselas
La Orquesta Filarmónica de Bruselas, también conocida a nivel internacional como Brussels Philharmonic, es una orquesta de la radio belga con sede en Bruselas, que fue fundada en 1935. Anteriormente era conocida como Groot Symfonie-Orkest, Orquesta Filarmónica BRT y Orquesta de la Radio Flamenca. Ha estado vinculada a la cadena pública flamenca NIR/INR, que es la actual VRT.

## Historia

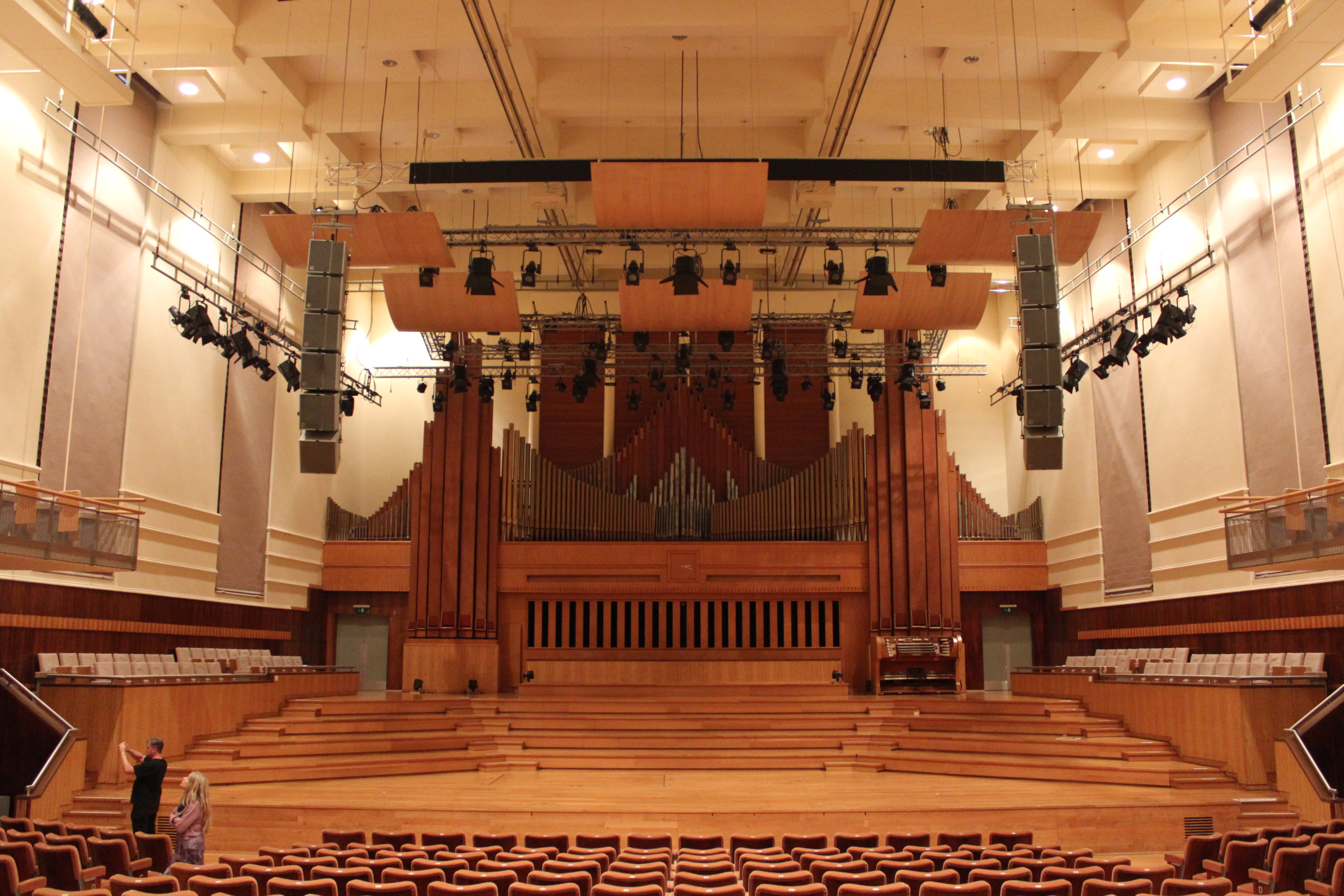
Estudio 4 del Edificio Flagey.

La orquesta fue fundada en 1935 como conjunto de estudio de la radiodifusión pública con el nombre de Groot Symfonie-Orkest. En 1998 comenzó su existencia independiente como VRT Radio Orkest (Orquesta de la Radio Flamenca). A partir de 2008, la orquesta adoptó el nuevo nombre de Filarmónica de Bruselas.
Desde 2005 la orquesta tiene su residencia en el Estudio 4 del renovado Edificio Flagey de Bruselas. Asimismo ofrece conciertos en el Palais des Beaux-Arts de Bruselas, en otros lugares de Flandes y del extranjero como Londres, Viena y Tokio. También actúa como conjunto acompañante con el Real Ballet de Flandes.
De 2015 a 2022 Stéphane Denève ha sido el director musical. Una nueva iniciativa de su mandato fue la creación del CffOR (Centro del Futuro Repertorio Orquestal), para encargar nuevas composiciones. Realizaron grabaciones de música de Guillaume Connesson y Serguéi Prokófiev. En 2017 acompañaron la final del Concurso Reina Elisabeth para violonchelo. En marzo de 2019 la orquesta debutó en el Carnegie Hall de Nueva York bajo la batuta de Denève. En septiembre de 2020 la orquesta comenzó a retransmitir en directo sus conciertos en Bruselas en colaboración con MotorMusic y Evil Penguin TV. 
En 2021 Kazushi Ono dirigió por primera vez la orquesta como director invitado. En septiembre de 2021 la orquesta anunció su nombramiento como su próximo director musical, a partir de la temporada 2022-2023. En febrero de 2022 se anunció el nombramiento de Ilan Volkov como principal director invitado, a partir de la temporada 2022-2023, tras tres apariciones como director invitado con la orquesta, la primera en marzo de 2021.

## Directores
- 1978–1988 Fernand Terby
- 1988–1996 Alexander Rahbari
- 1996–2001 Frank Shipway
- 2001–2007 Yoel Levi
- 2008–2015 Michel Tabachnik
- 2015–2022 Stéphane Denève
- 2022– Kazushi Ono[5]

## Discografía selecta
La orquesta ha hecho grabaciones para Warner Classics y para el Centro francés de música romántica, Palazzetto Bru Zane. También ha grabado las bandas sonoras de El aviador, compuesta por Howard Shore, y The Artist, compuesta por Ludovic Bource. Recibieron el premio Choc de Classica y el Diapason d'or de 2016 por su grabación de música de Guillaume Connesson, Pour sortir au jour para Deutsche Grammophon.
Años 2000
- 2004 grabación de música cinematográfica El Aviador (Globo de Oro)
- 2005 regreso a Flagey
- 2008 Iniciar la Filarmónica de Bruselas
- 2008 Michel Tabachnik, director principal Música contemporánea y residencia Cité de la Musique (París)
- 2009 Hervé Niquet y Palazzetto Bru Zane redescubrimiento del olvidado repertorio romántico francés

Desde 2011 la Filarmónica de Bruselas produjo grabaciones a través de su propio sello, Brussels Philharmonic Recordings.
- 2011 – Debussy: La mer. Vlaams Radio Koor, Michel Tabachnik (Brussels Philharmonic Recordings).
- 2012 – Dvořák: Sinfonía n.º 9. Michel Tabachnik (Brussels Philharmonic Recordings).
- 2012 – Chaikovski: Sinfonía n.º 6. Michel Tabachnik (Brussels Philharmonic Recordings).
- 2013 – Stravinski: Le sacre du printemps. Michel Tabachnik (Brussels Philharmonic Recordings).

Desde 2015 la Filarmónica de Bruselas realizó varias grabaciones para Deutsche Grammophon.
- 2016 – Connesson: Pour sortir au jour. Mathieu Dufour, Stéphane Denève (DG).
- 2017 – Prokófiev: Romantic Suites. Stéphane Denève (DG).
- 2017 – Connesson: Lost Horizon. Renaud Capuçon, Timothy McAllister, Stéphane Denève (DG).
- 2020 – Voice of Hope. Camille Thomas, Stéphane Denève (DG).

Bandas sonoras
- 2004 – El aviador
- 2011 – The Artist
- 2012 – Parade's End
- 2013 – The White Queen
- 2015 – High Rise
- 2015 – Marguerite
- 2015 – Michiel de Ruyter
- 2016 – A Quiet Passion
- 2016 – Knielen op een bed violen
- 2017 – Get Even (videojuego)
- 2017 – Final Fantasy XV: Episode Ignis (videojuego)
- 2018 – El árbol de la sangre